# Everlasting Love (альбом Сандры)
Everlasting Love (рус. Бесконечная любовь) — второй компиляционный альбом немецкой певицы Сандры, выпущенный в ноябре-декабре 1988 г.

## Об альбоме
«Everlasting Love» не являлся официальным альбомом, это промосборка для англо-американского рынка, которая продавалась только в США и Великобритании. Версия песни «Everlasting Love», вошедшей в альбом, была ремикширована для PWL и сильно отличается от оригинального сингла, выпущенного в 1987 г.

## Список песен
| №  | Название                          | Автор(ы) | Длительность |
| -- | --------------------------------- | --- | ------------ |
| 1. | «Everlasting Love» (PWL 7" Remix) | Базз Кейсон, Мак Гейден                                                                                       | 3:57         |
| 2. | «Maria Magdalena»                 | Хуберт Кеммлер, Маркус Лёр, Михаэль Крету, Ричард Палмер-Джеймс                                               | 3:57         |
| 3. | «Secret Land»                     | Сюзанна Мюллер-Пи, Клаус Хиршбургер, Михаэль Хёинг, Уве Гронау, Хуберт Кеммлер, Михаэль Крету, Матс Бьёрклунд | 4:41         |
| 4. | «Heaven Can Wait»                 | Клаус Хиршбургер, Михаэль Крету, Хуберт Кеммлер, Маркус Лёр                                                   | 4:02         |
| 5. | «Hi! Hi! Hi!»                     | Клаус Хиршбургер, Михаэль Крету, Хуберт Кеммлер                                                               | 4:09         |

| №  | Название                   | Автор(ы)                                                                 | Длительность |
| -- | -------------------------- | ------------------------------------------------------------------------ | ------------ |
| 1. | «We’ll Be Together»        | Клаус Хиршбургер, Хуберт Кеммлер, Маркус Лёр, Сандра Крету               | 4:08         |
| 2. | «In the Heat of the Night» | Михаэль Крету, Хуберт Кеммлер, Маркус Лёр, Клаус Хиршбургер              | 5:18         |
| 3. | «Around My Heart»          | Клаус Хиршбургер, Хуберт Кеммлер, Маркус Лёр, Сёр Отто’с, Франк Петерсон | 3:17         |
| 4. | «Little Girl»              | Хуберт Кеммлер, Маркус Лёр, Михаэль Крету                                | 3:10         |
| 5. | «Loreen»                   | Франк Петер, Клаус Хиршбургер, Михаэль Крету                             | 4:11         |